# Leander Haußmann

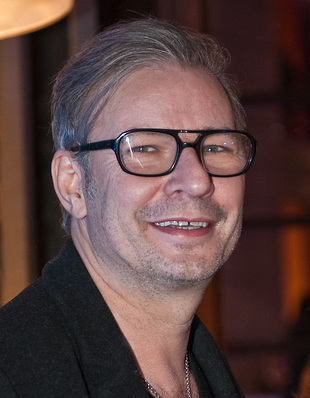
Leander Haußmann, 2010

Leander Johannes Haußmann (* 26. Juni 1959 in Quedlinburg, Bezirk Halle, DDR) ist ein deutscher Film- und Theaterregisseur und Schauspieler.

## Leben und Wirken

### Herkunft und Ausbildung
Leander Haußmann wurde 1959 als Sohn des Schauspielers Ezard Haußmann (1935–2010) und der Kostümbildnerin Doris Haußmann, geb. Mentz (1931–2016), in Quedlinburg geboren und wuchs im Ortsteil Hirschgarten in Ost-Berlin auf. Er machte zunächst eine Druckerlehre und leistete anschließend, ab 1980, seinen 18-monatigen Wehrdienst als Matrose bei der NVA ab. Von 1982 bis 1986 besuchte Haußmann dann die Schauspielschule Ernst Busch in Ost-Berlin.

### Frühe berufliche Laufbahn
Anschließend übte Haußmann seinen Beruf an mehreren Theatern der DDR aus und war von 1986 bis 1988 am Stadttheater Gera und 1988/89 am Landestheater Parchim tätig. 1987 verkörperte er in Gräfin Cosel, einem Teil der Trilogie Sachsens Glanz und Preußens Gloria, den Pagen Brühl, eine Rolle, die in den vorangegangenen Teilen, welche aber zeitlich danach spielen, von seinem Vater verkörpert wurde. Haußmann spielte auf die Rolle später in seinem Film Stasikomödie an. 1992 spielte er den Tod bei den Berliner Jedermann-Festspielen. 1990 bis 1995 war er Regisseur am Deutschen Nationaltheater Weimar.

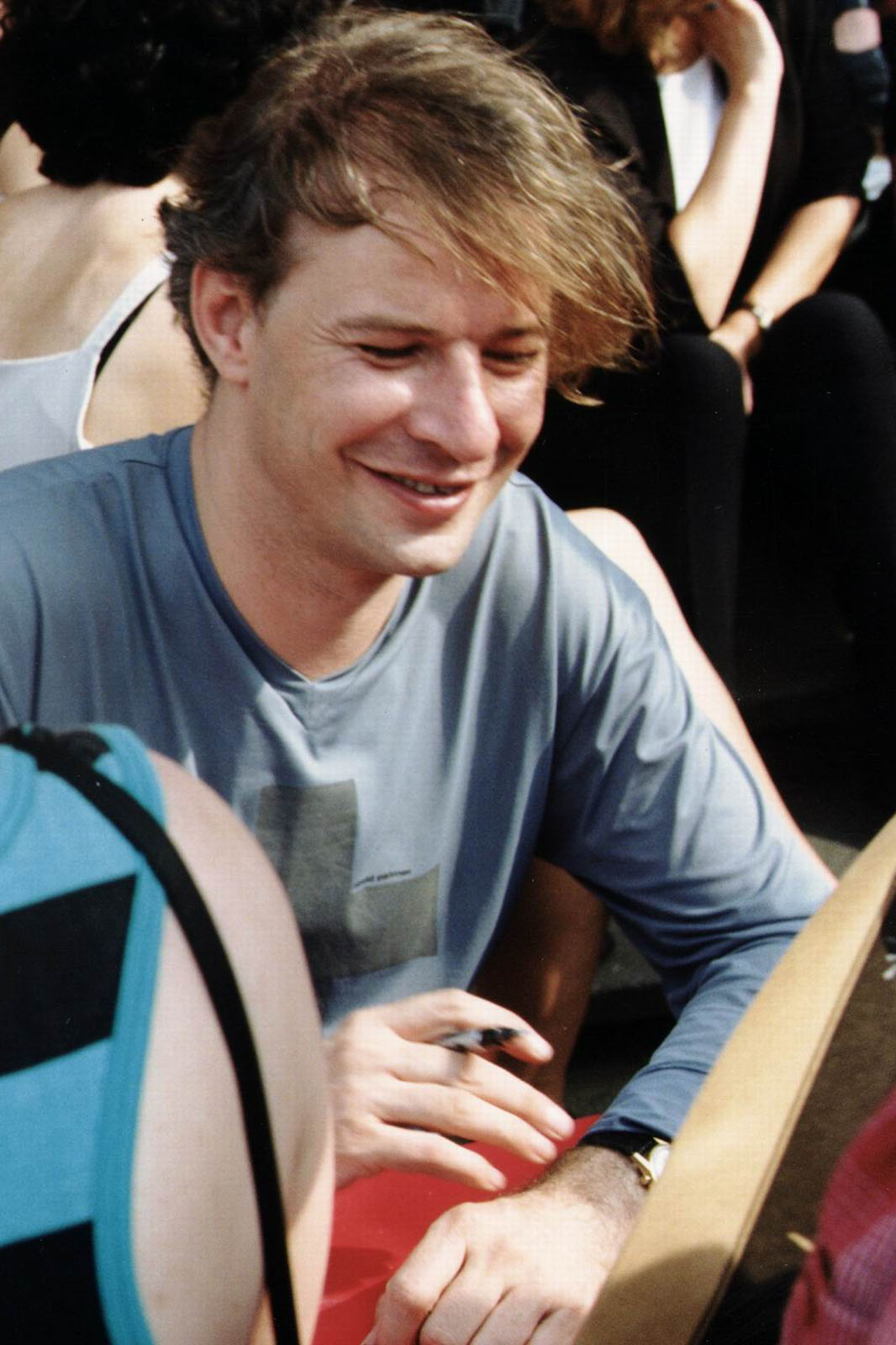
Intendant Leander Haußmann bei seinem Abschied vom Schauspielhaus Bochum am 3. Juni 2000

### Intendant in Bochum und berufliche Entwicklung
Haußmann war von 1995 bis 2000 Intendant des Schauspielhauses Bochum. In dieser Zeit spielte er auch in Detlev Bucks Film Männerpension mit. Als Schauspieler trat er außerdem in den Filmen Soloalbum und Eierdiebe auf.
Sein Durchbruch als Regisseur gelang ihm mit dem Film Sonnenallee (1999), welcher für den Deutschen Filmpreis 2000 in der Kategorie „Bester Film“ nominiert wurde. Die Verfilmung des Romans Herr Lehmann (2003) von Sven Regener war sein zweiter Spielfilm. 2005 folgte dann der Film NVA, in den Haußmanns eigene Erfahrungen als Soldat einflossen. Die beiden Filme zählt Haußmann zu einer DDR-Trilogie, deren letzter Teil der 2022 erschienene Film Stasikomödie ist.
Seine Inszenierung von Die Fledermaus an der Bayerischen Staatsoper München 1997 wurde ebenso ein Skandal wie seine verhinderte Peter-Pan-Inszenierung bei den Wiener Festwochen. Jahrelang erfolgreich lief dagegen seine Inszenierung von Romeo und Julia (mit Ralf Dittrich in der hinzu erfundenen, durch das ganze Stück leitenden Rolle des Naso nach Ovid) am Residenztheater München.

### Weitere berufliche Laufbahn
Zusammen mit Boris Naujoks drehte er 2005 für das ZDF die Fernseh-Adaption von Kabale und Liebe von Friedrich Schiller, unter anderem mit Paula Kalenberg, August Diehl, Götz George, Katja Flint, Katharina Thalbach und Detlev Buck Haußmanns Nachfolger von Sonnenallee mit dem Titel NVA hatte in Deutschland 2005 Kinostart. Die Dreharbeiten dazu fanden von Juli bis September 2004 im sächsischen Bad Düben statt. 2007 kam der Film Warum Männer nicht zuhören und Frauen schlecht einparken, der auf dem gleichnamigen Buch des australischen Schriftstellerpaars Allan und Barbara Pease beruht, in die Kinos. 2009 drehte er die von Bernhard Sinkels Lina Braake inspirierte Rentnerkomödie Dinosaurier – Gegen uns seht ihr alt aus! mit Ezard Haußmann, Eva-Maria Hagen, Ingrid van Bergen, Ralf Wolter, Walter Giller und Nadja Tiller. 2011 erschien Haußmanns Film Hotel Lux, in dem unter anderem Michael Herbig, Jürgen Vogel, Sebastian Blomberg und Thekla Reuten zu sehen sind. Der Film basiert auf einem Drehbuchentwurf von Uwe Timm. 2013 veröffentlichte Haußmann seine Autobiographie Buh. Mein Weg zu Reichtum, Schönheit und Glück. 2017 kam die Verfilmung des Bestsellers Das Pubertier von Jan Weiler in die Kinos. In diesem Zusammenhang kündigte Haußmann auch seinen vorübergehenden Rückzug vom Theater an. Ende 2018 hatte sein Theaterstück Staatssicherheitstheater an der Berliner Volksbühne Premiere.

### Privates
Haußmann lebt in Berlin-Prenzlauer Berg. Er hat einen Sohn und zwei Töchter, darunter die 2010 geborene Kinderdarstellerin Edwina Kuhl sowie den Sohn Phil, bekannt als Musiker durch Apples In Space.
Seine Großmutter Ruth Wenger war einmal mit Hermann Hesse verheiratet, der Großvater Erich Haußmann war Brecht-Schauspieler am Berliner Ensemble, der Vater, Ezard Haußmann, ein bekannter Schauspieler in Film und Fernsehen der DDR. Die Familie ist ein Zweig der Haußmann von Reudern.

## Werk

### Theaterinszenierungen (Auswahl)
- 1989: Hedda Gabler von Henrik Ibsen, Landestheater Parchim
- 1990: Nora – Ein Puppenheim von Henrik Ibsen, Nationaltheater Weimar
- 1991: Angelas Kleider von Botho Strauss, Schauspielhaus Graz gemeinsam mit Steirischer Herbst
- 1992: Ein Sommernachtstraum von William Shakespeare, Nationaltheater Weimar
- 1993: Romeo und Julia von William Shakespeare, Residenztheater München
- 1993: Antigone von Sophokles, Salzburger Festspiele
- 1995: Die Vaterlosen von Anton P. Tschechow, Schauspielhaus Bochum, Eröffnungsinszenierung am Schauspielhaus Bochum
- 1996: Germania 3 – Gespenster am toten Mann von Heiner Müller, Uraufführung am Schauspielhaus Bochum
- 1997: Kabale und Liebe von Friedrich Schiller, Theater Tel Aviv
- 1998: Viel Lärm um nichts von William Shakespeare, Schauspielhaus Bochum
- 1999: John Gabriel Borkman von Henrik Ibsen, Schauspielhaus Bochum
- 1999: Das Verbrechen des 21. Jahrhunderts von Edward Bond, Uraufführung und deutschsprachige Erstaufführung am Schauspielhaus Bochum
- 2000: Die Legende von Paul und Paula von Ulrich Plenzdorf, Volksbühne Berlin
- 2001: Der eingebildete Kranke von Molière, Thalia Theater Hamburg
- 2001: Der Streit von Marivaux, München mit Marcus Morlinghaus, Therese Berger u. a.
- 2002: Ein Sommernachtstraum von William Shakespeare, Berliner Ensemble
- 2003: Der Sturm von William Shakespeare, Berliner Ensemble mit E. Haußmann, Steffi Kühnert, A. Kuhl u. a.
- 2009: Der kleine Bruder von Sven Regener, bat-Studiotheater der Hochschule für Schauspielkunst Ernst Busch[20]
- 2011: Rosmersholm von Henrik Ibsen, Volksbühne Berlin[21]
- 2013: Hamlet von William Shakespeare, Berliner Ensemble[22]
- 2014: Die Möwe von Anton Tschechow, Thalia Theater Hamburg[23]
- 2014: Woyzeck von Georg Büchner, Berliner Ensemble[24]
- 2015: Der gute Mensch von Sezuan von Bertolt Brecht, Berliner Ensemble
- 2015: Die drei Schwestern von Anton Tschechow, Berliner Ensemble
- 2016: Die Räuber von Friedrich Schiller, Berliner Ensemble
- 2019: Amphitryon von Heinrich von Kleist, Thalia Theater Hamburg
- 2023: Intervention! von Sven Regener und  Leander Haußmann, Thalia Theater Hamburg
- 2025: Die eingebildete Kranke von Thomas Brussig nach Moliere, Theatersommer Haag

### Filmografie

#### Regie
- 1991: Die Verschwörung des Fiesco zu Genua
- 1997: Das 7. Jahr – Ansichten zur Lage der Nation (Dokumentarfilm, Co-Regie)
- 1999: Sonnenallee
- 2000: John Gabriel Borkman (Theaterfilm nach der Inszenierung des Stücks von Henrik Ibsen)
- 2001: Denk ich an Deutschland – Die Durchmacher (Dokumentarfilm)
- 2003: Herr Lehmann
- 2004: hamlet X (Vol.2 // der Kapitän)
- 2005: NVA
- 2005: Kabale und Liebe
- 2007: Warum Männer nicht zuhören und Frauen schlecht einparken
- 2008: Robert Zimmermann wundert sich über die Liebe
- 2009: Dinosaurier – Gegen uns seht ihr alt aus!
- 2011: Hotel Lux
- 2013: Hai-Alarm am Müggelsee
- 2013: Polizeiruf 110 – Kinderparadies (auch Drehbuch)
- 2017: Das Pubertier – Der Film
- 2022: Stasikomödie (auch Drehbuch)

#### Darsteller
- 1987: Sachsens Glanz und Preußens Gloria
- 1996: Rache
- 1996: Männerpension
- 1997: Die Konkurrentin
- 1997: Die 120 Tage von Bottrop
- 1998: Liebe deine Nächste!
- 1998: Der Eisbär
- 1999: Sonnenallee
- 2003: Soloalbum
- 2003: Eierdiebe
- 2003: Hamlet X
- 2007: Warum Männer nicht zuhören und Frauen schlecht einparken (Sprecher)
- 2008: Robert Zimmermann wundert sich über die Liebe
- 2009: Männersache
- 2009: Dinosaurier – Gegen uns seht ihr alt aus!
- 2011: Die Superbullen
- 2013: Hai-Alarm am Müggelsee
- 2023: Die Drei von der Müllabfuhr: Altlasten
- 2023: German Genius (Fernsehserie)

## Auszeichnungen
- 1991: Dr.-Otto-Kasten-Preis
- 1996: Bambi
- 1998: Deutscher Drehbuchpreis gemeinsam mit Thomas Brussig für ihr Filmskript zu Sonnenallee
- 2000: Jupiter in der Kategorie Bester deutscher Regisseur
- 2006: DIVA – Deutscher Entertainment Preis, Jurypreis für die beste Regie von Kabale und Liebe und NVA
- 2010: Ernst-Lubitsch-Preis für Dinosaurier – Gegen uns seht ihr alt aus!

## Veröffentlichung
- Buh. Mein Weg zu Reichtum, Schönheit und Glück. Autobiografischer Roman. Verlag Kiepenheuer & Witsch, Köln 2013, ISBN 978-3-462-30696-5.